# 2021年尼日尔未遂政变
2021年尼日尔未遂政变发生在3月31日凌晨3点（西非时间，协调世界时凌晨2点），当时首都尼亚美街头传出枪声，此刻距离当选总统穆罕默德·巴祖姆的就职典礼还有两天。
此次政变未遂由军队内部部分人员策划，据称来自驻扎在尼亚美机场地区的空军部队，政变的涉嫌主谋是该部队基地安保负责人萨尼·萨莱·古鲁扎上尉。政变失败后，参与者被逮捕。

## 背景
此次政变未遂发生时，尼日尔正深陷萨赫勒战争之中，局势因恐怖主义活动和族群间的暴力冲突而动荡不安。萨赫勒地区各国在法国“巴尔汉行动”的协助下打击恐怖分子，但该行动也引发不少争议。2020年，马里总统易卜拉欣·布巴卡尔·凯塔的政府被政变推翻。相比之下，尼日尔成功完成了2020至2021年的全国大选，实现了历史上首次由两位民主选举产生的总统之间的和平权力交接。然而，落选的前总统马哈曼·乌斯曼对选举结果提出异议，并向宪法法院提起法律申诉，但被驳回。2021年3月21日，圣战分子在蒂利亚发动大屠杀，造成137名村民遇难。

## 政变
据法蘭西24台记者西里尔·帕延报道：“总统府附近区域听到了持续约半小时的重型武器射击声。但总统卫队成功击退了这次袭击，目前局势似乎已得到控制。”当地时间凌晨3点左右，战斗的响声惊醒了附近居民。大多数政变参与者已被政府逮捕，但包括政变头目萨尼·萨莱·古鲁扎在内的部分人员仍然在逃。

## 反应
尼日利亚总统穆罕马杜·布哈里称此次政变企图为“幼稚且过时的行为”。非洲联盟主席和西非国家经济共同体也对这起未遂政变表示谴责，这一立场得到了包括乍得和阿尔及利亚在内的其他非洲国家的呼应。

## 后续
民主权力交接如期进行，新任总统穆罕默德·巴祖姆在政变未遂发生两天后正式宣誓就职。然而具有讽刺意味的是，他在2023年尼日尔政变中被总统卫队和军方推翻，而政变的领导人阿卜杜拉赫曼·奇亚尼正是曾在2021年政变中率领总统卫队平息政变者。